# Bučje (Čelić)
Pour les articles homonymes, voir Bučje.
Bučje (en cyrillique : Бучје) est un village de Bosnie-Herzégovine. Il est situé dans la municipalité de Čelić, dans le canton de Tuzla et dans la fédération de Bosnie-et-Herzégovine. Selon les premiers résultats du recensement bosnien de 2013, il compte 208 habitants.
Avant 1991, le village était rattaché à localité de Drijenča dans la municipalité de Lopare ; depuis 1991, il est recensé comme une entité administrative à part entière. Après la guerre de Bosnie-Herzégovine et à la suite des accords de Dayton (1991), il a été rattaché à la municipalité de Čelić nouvellement créée et intégrée à la fédération de Bosnie-et-Herzégovine.

## Démographie

### Évolution historique de la population
| 1948 | 1953 | 1961 | 1971 | 1981 | 1991 | 2013 |
| ---- | ---- | ---- | ---- | ---- | ---- | ---- |
| -    | -    | -    | -    | -    | 214  | 208  |

|  |